# Kross (software)
Kross is het scripting-framework van KDE 4. Kross was oorspronkelijk ontwikkeld voor gebruik met KOffice maar bracht het tot scripting-framework. Kross is ontwikkeld om een volledig scripting-framework te bieden voor gebruikers van KDE-programma's. 
Kross is zelf geen scriptingtaal. Het dient slechts als algemeen platform voor integratie met KDE waarvoor andere scriptingtalen worden gebruikt. Huidige ondersteunde scriptingtalen zijn Python, Ruby, JavaScript en Falcon. Toevoeging van andere scriptingtalen is gemakkelijk door de modulaire samenhang van het framework.

## Programma's die gebruikmaken van Kross
- KDevelop
- Kexi
- Kopete
- Krita
- KSpread
- KTorrent
- KWord
- Plasma
- SuperKaramba